# بحيرات كيلارني
هي ثلاث بحيرات توجد في مقاطعة كري في الجنوب الغربي من أيرلندا تقع بحيرات كيلارني في جنوب غربي مدينة كيلارني وتشغل البحيرة السفلى مساحة 20 كم2 وتشغل الوسطى مساحة 2,7 كم2 تقريباً أما البحيرة العليا فهي ثلث المساحة وتقع البحيرة العليا في وادي بين جبال ذات حجارة رملية وتقع البحيرتان السفليان في أسفل الجبال البحيرات بنهر لونج رانج وتعرف مياهها عبر نهر لون في خليج دنجل

## وصلات خارجية
Welcome to the Killarney National Park Website